# 中國電力史
中国电力史，中国电力工业的发展起源于清末的上海公共租界，1879年5月28日。上海公共租界工部局电气工程师毕晓浦在虹口乍浦路的一幢仓库里，通过1台10马力的蒸汽机为动力，带动自激式直流发电机发电点亮了中国历史上的第一盏电灯。1882年，英国商人立德尔在上海创办上海电气公司，并从美国购得发电设备，在南京路江西路的西北角（今南京东路190号）创办了中国首家发电厂。

## 清末时期

#### 宫廷用电
光绪十四年（1888年），北洋大臣李鸿章将发电设备和电灯作为贡品献给慈禧太后。包括直流发电机组及电灯材料在内，共耗资白银6000两。根据盛昱的奏折和翁同和的日记记载，该电灯安装在慈溪太后的寝宫仪銮殿（今怀仁堂），发电机则安装在仪銮殿西门墙外盔头作胡同北侧饽饽房，这是北京的第一盏电灯，同时清廷成立了专门的供电机构西苑电灯公所。
光绪十六年（1890年），清政府耗资白银1.22万两，从德国购进了一台蒸汽机带动的20马力（约15千瓦）的发电机组，并于次年安装在颐和园宫门外东南角的耶律楚材祠南侧，同时建立了颐和园电灯公所。并在颐和园内的大戏台等处安装大弧光灯2盏，普通电灯六十余盏。颐和园、西苑电灯公所，官员、工匠各二十人，户部每年拨白银六万两，用于电灯公所的维护费用。电灯公所房院共屋68间、东院房18间，蒸汽发电机3台。
光绪二十六年（1900年）八国联军入侵北京，西苑、颐和园电灯公所两套发电机组及电灯设备均被毁坏。光绪二十七年(1901年)，清政府同八国联军议和。翌年慈禧太后由西安回京驻跸颐和园内。为重修西苑与颐和园两处电力设施，清政府筹银12.49万两，向德商荣华洋行订购发电机设备。光绪三十年（1904年），西苑电灯公所恢复发电。
为扩大宫廷电灯照明范围，光绪三十三年（1907年），清宫内廷总管崔玉贵口传太后懿旨，在紫禁城宁寿宫安装电灯设施。并把北池子大悲院寺庙内的空闲房间改建为发电机房，安设了发电设施。光绪三十四年（1908年），通电，并成立宁寿宫电灯处，隶属西苑电灯公所管理。1888年-1907年的20年间，清宫廷先后在西苑、颐和园、宁寿宫建成三处电灯公所，发电机3台，发电装机总容量不足50千瓦，均属清宫廷官办官用。

### 民间用电
清末民间电力行业的发展始于上海租界。1882年，英国商人立德尔在上海创办上海电气公司，并从美国购得发电设备，在南京路江西路的西北角（今南京东路190号）创办了中国首家发电厂。1899年，德国西门子贸易公司在北京东交民巷建立了第一家商用电气灯公司，开始向附近的领事馆、银行和洋行提供照明电力。
1905年，官商联营的华商电力公司在正阳门内的顺城街成立，为官府、街道、商店的8000余盏电灯供电。据史料记载，北京城内最早安装电灯的私人用户是居住在安定门内菊儿胡同的左都御史兼内务府大臣怀塔布。随后，东厂胡同荣禄名下的宅院也装上了电灯。1909年，已经有600多户官员的住宅用上了电灯。随后几年，京城的富户人家都用上了电灯。清末时期，发电、供电都是为了照明，所以发电厂大多叫电灯厂，至辛亥革命前，大清共有20余座城市新建有电灯厂，全国的发电装机总容量2.7万千瓦。

## 民国时期
中華民國成立后，在民族工业繁荣的背景下，各地官办、商办、官商合办电力企业。电，开始较多地应用于采矿、工厂、交通、种植（灌溉）等行业。
1912年，中国第一座水电站——云南昆明石龙坝水电站建成投产。
1923年杨树浦电厂不断增容成为远东第一大电厂。
1930年，国民政府颁布了《电气事业条例》，逐渐统一了频率和电压。频率采用50赫兹，用户电压为380伏与220伏。这是中国电力工业最早的标准化，且延用至今。
受日本帝国控制的满洲国兴建的吉林丰满电厂，是当时亚洲规模最大的水电站。汪精衛政權时期的的华北地区出现了中国第一个电网“平津唐电网”，满洲国建立了当时中国唯一的跨省大区电网“东北电网”。

## 共和国时期
1949年中华人民共和国成立时，中国大陆全国发电装机185万千瓦，发电量43亿千瓦时，分别居世界第21位和第25位；全国电力线路6474千米，最高电压等级220千伏；全社会用电量34.6亿千瓦时，人均年用电量7.94千瓦时。
至1978年底，中国大陆发电装机容量达到5712万千瓦，年发电量2566亿千瓦时，分别比1949年增长了29.9倍和58.7倍，分别居世界第八位和第七位。电网初具规模，建成了220千伏及以上的输电线路2.3万千米，变电设备容量2528万千伏安。在改革开放前30年的时间中国大陆已经初步建成了较为完整的电力工业体系。但此时人均装机容量和人均发电量还不足0.06千瓦和268千瓦时，缺电、限电现象仍然非常普遍。